# Drapeau du Schleswig-Holstein
Le drapeau du Schleswig-Holstein est un drapeau tricolore horizontal bleu-blanc-rouge (de haut en bas). Bien qu'étant l'un des symboles « nationaux » traditionnels du pays, datant au moins du XIXe siècle, le drapeau n'a été officialisé qu'après la Seconde Guerre mondiale (1949), au moment de la création du Land (État fédéré allemand) du Schleswig-Holstein.

## Origines
Les couleurs bleu, blanc et rouge sont tirées des armoiries des deux composantes historiques du pays, ceux du Duché de Schleswig (deux lions bleus sur fond jaune) et ceux du Duché de Holstein (la Holsteiner Nesselblatt [= feuille d'ortie] blanche sur fond rouge, à l'origine une bordure élaborée).
Aux années 1830, le Schleswig-Holstein étant alors gouverné par la monarchie danoise, le drapeau émergeait comme symbole de la mouvance contre le règne danois. Les circonstances précises de sa naissance ne sont cependant pas connues. Le Schleswiger Sängerfest (fête de chansons) du 24 juillet 1844 (où était présenté d'ailleurs l'« hymne national », le Schleswig-Holstein-Lied) est parfois cité : les femmes des chanteurs nationalistes participants auraient composé le drapeau, qui se serait ensuite répandu dans tout le pays. Une autre théorie voit les origines du drapeau dans les couleurs d'un corps estudiantin de l'université de Kiel. Quoi qu'il en soit, le drapeau tricolore devint vite populaire, dans un climat de réveil libéral-nationaliste (cf. Révolution de 1848).
Le 31 juillet 1845, le drapeau fut interdit par le gouvernement danois, évidemment à cause de son caractère anti-danois.
La Prusse (qui avait gagné le pays en 1867) ne le reprenant pas, le drapeau ne devint officiel qu'en 1949, après la défaite allemande et la Libération par les Alliés, en tant que drapeau du Land fédéral. La Gesetz über die Hoheitszeichen des Landes Schleswig-Holstein (= « loi concernant les emblèmes officiels du Schleswig-Holstein ») du 18 janvier 1957 confirme le caractère officiel du drapeau bleu-blanc-rouge.

## Usage
Le drapeau tricolore simple est utilisée par les communes mais aussi par des particuliers. Les organismes du Land arborent cependant une version portant les armoiries du Schleswig-Holstein au centre, normalement à côté du drapeau de l'Allemagne et de celui de l'Union européenne.

## Divers
Après la réunification allemande, le Land voisin de Mecklembourg-Poméranie-Occidentale s'est doté d'un drapeau très similaire (bleu-blanc-jaune-blanc-rouge), qu'il ne faut pas confondre avec celui du Schleswig-Holstein.
Les drapeaux des Pays-Bas et du Luxembourg sont aussi très similaires, mais le bleu et le rouge des Pays-Bas sont inversés et plus foncés, alors que dans celui du Luxembourg les couleurs sont plus claires, ce qui peut prêter à confusion. 
Celui de la Yougoslavie, puis de la Serbie-et-Monténégro (1992-2006) était cependant identique (mis à part les proportions) au drapeau du Schleswig-Holstein, mais l'origine des couleurs serbes est différente (panslavisme).